# Мелюшки (Хорольский район)
Мелюшки (укр. Мелюшки) — село,
Ковалевский сельский совет,
Хорольский район,
Полтавская область,
Украина.
Код КОАТУУ — 5324882611. Население по переписи 2001 года составляло 436 человек.

## Географическое положение
Село Мелюшки находится на левом берегу реки Хорол,
выше по течению на расстоянии в 2 км расположено село Петровцы (Миргородский район),
ниже по течению на расстоянии в 0,5 км расположено село Ковали,
на противоположном берегу — село Княжая Лука.
Река в этом месте извилистая, образует лиманы, старицы и заболоченные озёра.
Рядом проходит автомобильная дорога Т-1715.

## История
Покровская церковь известна с 1724 года
Имеется на карте 1812 года

## Экономика
- Молочно-товарная ферма.Фермы нет ,уже лет 10

## Известные люди
- Лев Боровиковский (1806—1889) — поэт и баснописец, родился и умер в селе Мелюшки.
- Василий Ломиковский (1777—1848) — историк и этнограф, родился в селе Мелюшки.